# Medlice
Medlice är en ort i Tjeckien.   Den ligger i regionen Södra Mähren, i den sydöstra delen av landet, 170 km sydost om huvudstaden Prag. Medlice ligger 355 meter över havet och antalet invånare är 182.
Terrängen runt Medlice är lite kuperad. Runt Medlice är det ganska glesbefolkat, med 48 invånare per kvadratkilometer. Närmaste större samhälle är Znojmo, 17,2 km söder om Medlice. Trakten runt Medlice består till största delen av jordbruksmark.